# Генуезький флот
Генуезький флот — військово-морська складова збройних сил Генуезької республіки. З XI століття генуезький флот захищав інтереси республіки і розповсюджував свою владу на Середземне і Чорне моря. Флот відіграв вирішальну роль в історії республіки, перетворивши її на таласократію і забезпечуючи морську торгову силу республіки.
Упродовж XVII та XVIII століттях могутність генуезького військово-морського флоту сильно зменшилась завдяки тому, що провідною економічною силою республіки в цей час замість купців стали банкіри.
Генуезькі військово-морські сили були розформовані після анексії республіки Сардинським королівством у 1815 році.

## Історія

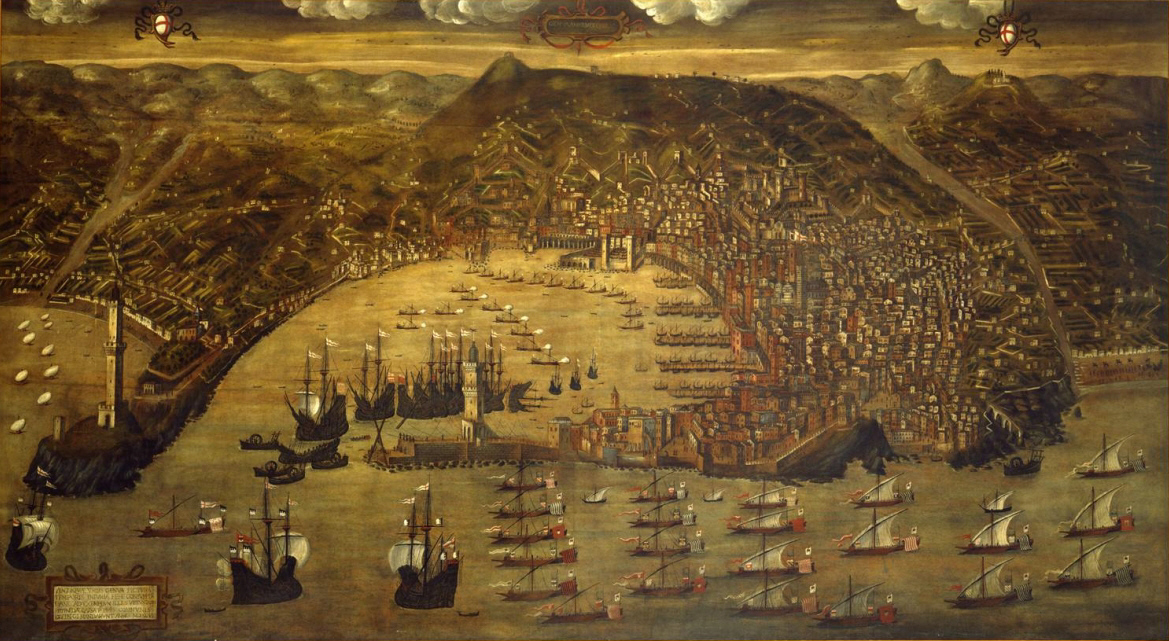
Генуезький флот повертається після успішної експедиції проти османських турків. Зображений на картині 1597 року

### Заснування
Місто Генуя було торгівомим центром з часів античності і значною мірою покладалось на доходи від морського торгового судноплавства та торгівлі. Таким чином, піратство становило серйозну загрозу для міських купців, які були змушені платити за захист своїх кораблів. Саме місто також було вразливим до нападу і це стало очевидним, коли в 935 році флот Фатімідського халіфату з Махдії на чолі з Якубом ібн Ісхаком аль-Тамімі з розграбував місто. Мусульманське вторгнення спонукало місто побудувати потужну оборонну гавань і відновило інтерес до створення озброєного торгового флоту для патрулювання Лігурійського моря.
У 1005 році була заснована Генуезька республіка; новий уряд очолював консул, якого кожні кілька років обирали найбагатші купці та землевласники міста. У молодій республіці домінували потреби та бажання купців, а флоту відводилося важливе місце в новій таласократії.
Генуя вважалась однією з чотирьох головних Морських республік в Італії поряд з Венецією, Пізою та Амальфі. Однак ранній флот республіки складався з кораблів, які будували для себе приватні торговці та рибалки і не мав спеціально збудованих військових кораблів. У XI столітті флот використовувався для захисту торгівлі великих торгових родин Генуї, які домінували в політиці та економіці республіки. Флот час від часу використовувався для боротьби з мусульманськими корсарами. В 1087 році генуезький флот в союзі з пізанцями брав участь в успішному нападі на місто Махдія .
Початок хрестових походів у 1095 році призвів до довгого періоду процвітання Генуї. Оскільки нові хрестоносці постійно потребували, щоб убезпечити Святу Землю (а згодом і для зміцнення держав хрестоносців), Генуя змогла отримати прибуток, допомагаючи в транспортуванні військових сил з Європи. Республіка заснувала ряд генуезьких торгових колоній у Середземному та Чорному морях від командирів хрестоносців, котрі під час хрестових походів отримали велику кількість здобичі.
Ліванське місто Бібл повністю перейшло під контроль Генуї, і республіка мала право на 1/3 доходу міста Акра, яке контролювалося хрестоносцями. Генуезький флот ховався в цих портах і захищав їх від піратів. На початку XII століття генуезький флот брав участь в очолюваній Пізанцями експедиції на Балеарські острови 1113—1115 років для придушення піратства Майорки.
Флот в основному покладався на два типи галер: важкі дромони візантійського типу та легші галери італійського типу. Цей флот був доповнений озброєними торговими когами. Генуезький флот був ефективним у переоснащені торгівельних галер на військові кораблі під час війни.

### Торгові конфлікти

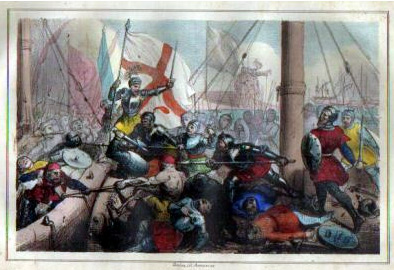
Битва при Мелорії (1284) встановила панування генуезького флоту в Західному Середземномор'ї майже на століття.

Окрім підтримки воєн у Святій Землі, флот відіграв важливу роль у суперництві генуезьких військ із сусідньою Республікою Піза, яка конкурувала з Генуею за вплив на Корсиці та Сардинії. Для італійських морських держав було звичним полювати на торгові судна своїх конкурентів, і генуезький флот, як відомо, не гребував цим і також брав участь у цій практиці. У 1119 році генуезька ескадра здійснила рейд на пізанський торговельний конвой, поклавши початок першій генуезько-пізанській війні. Перша з воєн закінчилася нічим, але призвела до століття набігів і піратства. У 1230-х роках спалахнула друга неоголошена війна між Генуєю та Пізою в рамках ширшого конфлікту між гвельфами та гібелінами. Імператор Священної Римської імперії став на бік Пізи, коли почалася війна, що змусило Геную шукати союзників за кордоном. Гібеліни виявили план і разом з пізанським флотом перехопили генуезький флот у битві при Джильо в 1241 році. Загальмований пасажирами та багажем, генуезький флот втратив 3 затоплені галери та 27 захоплених. Друга війна з Пізою закінчилася миром у 1243 році.
У східному Середземномор'ї конфлікти між генуезькими та венеціанськими купцями в Акрі призвели до війни Святого Сабаса, яка точилася з 1256 по 1270 рік. Під час одного з конфліктів, генуезький флот зазнав сильної поразки проти Венеції, тому він вдався до нападу на торговельні конвої замість військових кораблів. Катастрофічні поразки від Пізи та Венеції завадили генуезьким амбіціям, але також призвели до створення спеціальних військово-морських сил у Генуї. Коли почалася третя війна між Пізою та Генуею, відбудований генуезький флот здобув велику перемогу в битві при Мелорії 1284 року, в якій генуезці захопили 37 пізанських галер і 9000 моряків. У результаті битви Генуя залишилася найсильнішою морською державою в Західному Середземномор'ї.

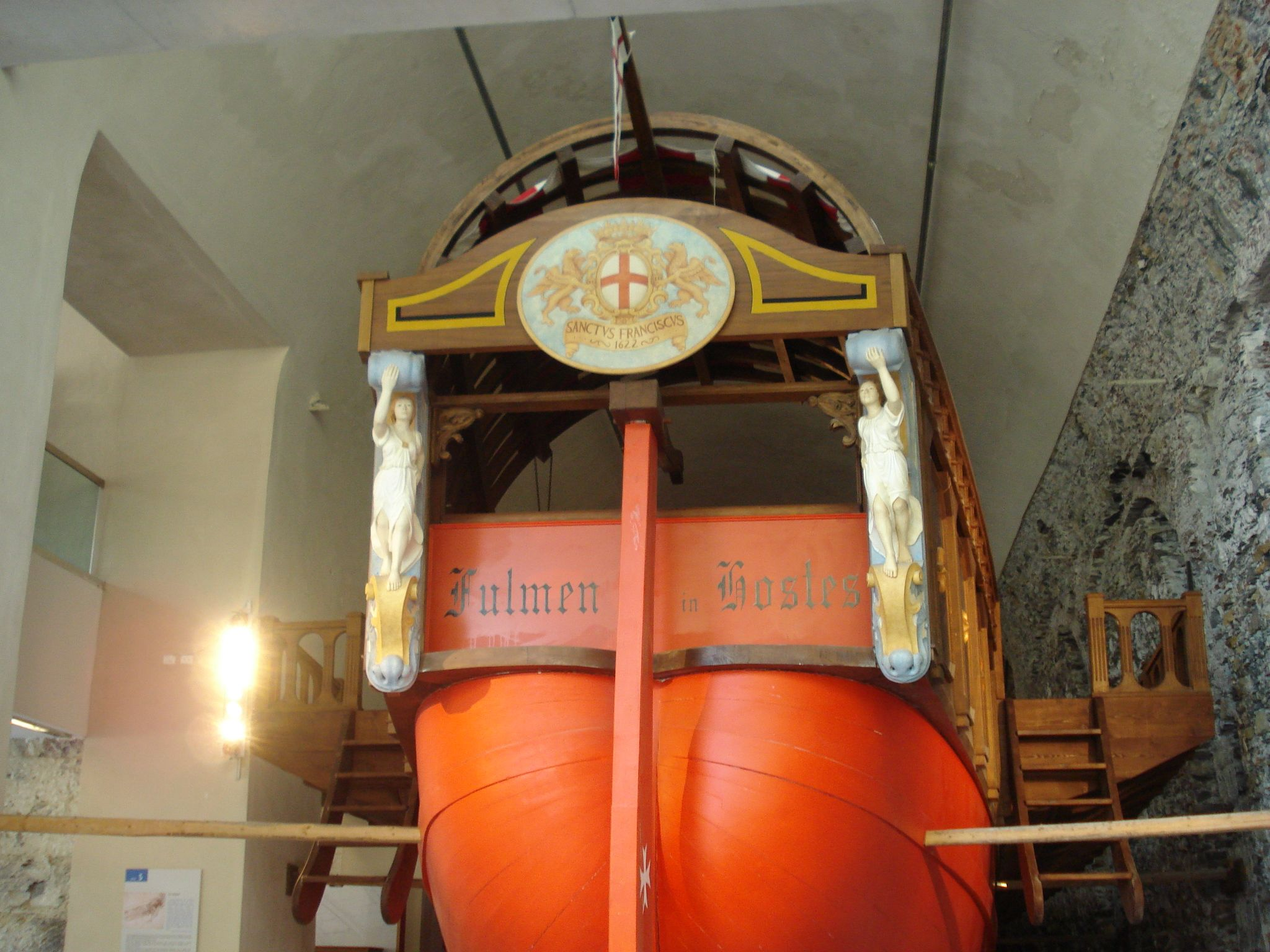
Корма копії генуезької бойової галери XVII століття, прикрашеної біло-червоним хрестом Генуї.

Генуя розширилася на Корсику та північну Сардинію коли Піза перебувала в стані занепаду. У 1266 році генуезькі купці купили місто Каффа у Золотої Орди. Ця експансія призвела до подальшого конфлікту Генуї з могутнім містом-державою Венецією, яка також мала торгові відносини в цьому регіоні. Запекле суперництво переросло в першу венеціансько-генуезьку війну 1296 року, коли флот Генуї складався з 125 галер. Зміни відбулися в 1298 році, коли відбулася велика битва в Адріатичному морі біля узбережжя Корчули. У битві при Курзолі флот із 75 генуезьких галер завдав поразки війську з 95 венеціанських галер, знищивши або захопивши 83 кораблі противника. Однак втрати генуезців були значними, і міські верфі не змогли швидко замінити кораблі, втрачені під Курзолою. Конфлікт завершився у відносному глухому куті в 1299 році. Нова політика Генуї зменшила витрати на утримання флоту, оскільки веслярам більше не потрібно було платити (на відміну від Венеції, де працювали лише платні веслярі), але також зменшилася кількість людей, доступних для абордажних груп, оскільки генуезькі капітани не довіряли озброєні раби.
У 1340 році під командуванням П'єтро Барбавери 15 генуезьких галер провели бій на боці французького флоту проти англійського у вирішальній битві біля Сльойса.
Флот Генуї все частіше використовувався для захисту торгових шляхів оскільки вони активно розширювали свою торгову мережу протягом XIV століття. У 1347 році Чорна Смерть була занесена в Каффу під час монгольської облоги і незабаром поширилася на кораблях генуезців, що тікали. Генуезький торговий флот, що плив із Каффи, поширив хворобу до Мессіни, звідки чума поширилася до решти Європи. Понад 40 000 людей у місті Генуя загинули під час пандемії, катастрофи, яка зменшила кількість грошей, доступних для фінансування флоту. Багато моряків також були вбиті Чорною смертю, залишивши флот неукомплектованим.
Третій конфлікт із Венецією почався через торгові суперечки в Чорному морі в 1350 році. Венеція об'єдналася з Арагонським королівством і Візантійською імперією, і таким чином зібрала велику силу, яка чисельно переважала генуезький флот. Генуя здобула дуже важку перемогу в битві в протоці Босфор у лютому 1352 року, яка змусила Візантію вийти з війни. Хід війни змінився, коли в 1353 році генуезький флот зазнав поразки в битві при Альгеро. Втрата флоту в Альгеро викликала громадянські заворушення в Генуї, що ще більше завадило військовим зусиллям Республіки. Для боротьби з цим розбратом республіка була тимчасово розпущена, і Генуя опинилася під владою герцога Міланського.
У 1355 році між Венецією та Міланом було підписано мирний договір, який поклав край конфлікту. Королівство Арагон змогло утвердитися як головний суперник генуезького панування в Західному Середземномор'ї. Після закінчення війни Генуя звільнилася від контролю Мілана, і республіка була відновлена.
У 1378 році спалахнула війна Кіоджи, конфлікт, який Генуя розпочала, щоб протистояти венеціанській загрозі торговим шляхам у Чорному морі. Генуя здобула перемогу в травні 1379 року, після чого флот приплив до порту Кіоджа в Адріатиці і захопив місто. Генуезці мали намір використати свою нову позицію в Кіоджи, щоб блокувати місто Венеція, але 24 червня 1380 року флот був розбитий і вигнаний з міста венеціанськими силами допомоги. 17 генуезьких військових кораблів були захоплені під час наступної поразки, і генуезька армія залишилася на мілині в Кіоджа без припасів. Пізніше генуезький гарнізон здав місто, і війна за Кіоджа незабаром закінчилася статусом-кво, виснаживши як Геную, так і Венецію. Генуезький флот втратив життєво важливих моряків, кораблі, і був витіснений Арагоном як провідна морська сила в Західному Середземномор'ї.

### Занепад
Дорогі війни проти Венеції та руйнівний вплив Чорної смерті значно зменшили силу флоту. Зростання більших держав у регіоні також підірвало здатність відносно невеликого міста-держави конкурувати у військовій сфері. Генуя (за підтримки Франції) почала хрестовий похід проти Тунісу в 1390 році з наміром захистити генуезькі торгові колонії від мусульманських піратів. Війна була успішною для християнських сил, але також призвела до того, що французи здобули політичний вплив у Генуї, яка була змушена оголосити себе феодальним володінням Франції в 1396 році. Генуезький флот був взятий під контроль Франції, і 7 жовтня 1403 року зазнав поразки від Венеції в битві при Модоні.
Республіка здобула незалежність від Франції в 1409 році, але військовому престижу було завдано серйозної шкоди, і місто залишалося бажаним політичним завоюванням як для Франції, так і для Арагону. У 1435 році генуезький флот був направлений на прохання Мілана до міста Гаета, яке було обложене Арагоном. У той час герцог Міланський і король Арагону боролися за те, хто буде контролювати Сицилійське королівство. Генуезький флот прибув до Гаети і розбив чисельно переважаючий арагонський флот у битві при Понці. Арагон переміг у конфлікті хоч його король Альфонсо V і потрапив у полон.

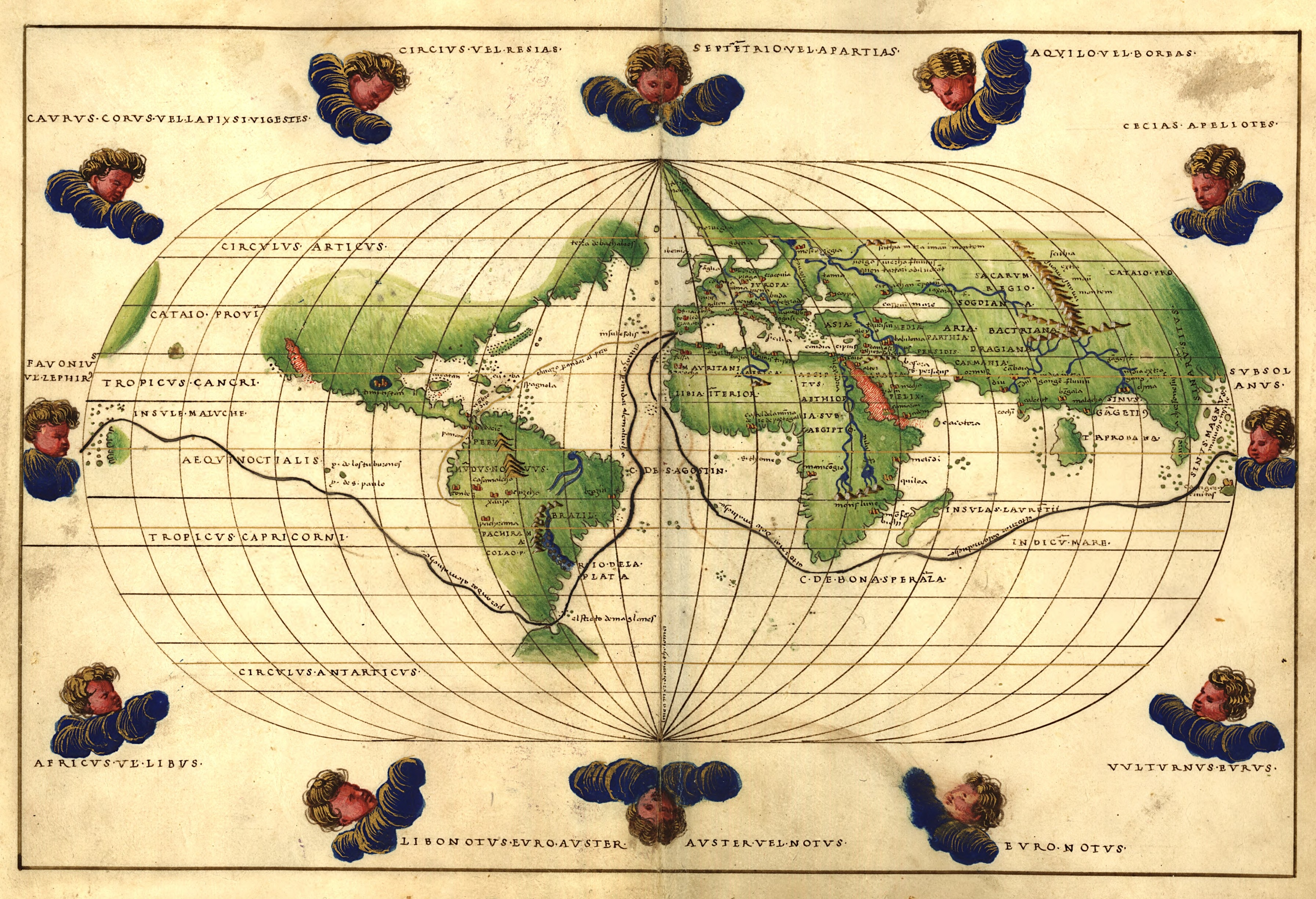
Карта світу 1544 року, створена генуезьким картографом Баттістою Аньєзе.

Починаючи з XV століття Османська імперія почала розширюватися за рахунок Візантійської імперії та інших країн. Поступова втрата імперських територій таких як Трапезунд, Кіпр і Амасра, підірвали генуезькі торгові інтереси в Чорному морі. Османи побудували величезний флот і таким чином стали домінуючою морською силою у Східному Середземномор'ї. У 1453 році Константинополь був захопленний, і османи заблокували Дарданелли та Геллеспонт для християнського судноплавства. Цей акт відрізав генуезький флот від його баз у Чорному морі, і Генуя опинилася ізольованою від колоній, які протягом століть забезпечували республіці доступ до Росії та Середньої Азії. Колишні генуезькі колонії були згодом анексовані регіональними державами, а Каффа впала до османів у 1475 році.

### Відродження за Андреа Доріа

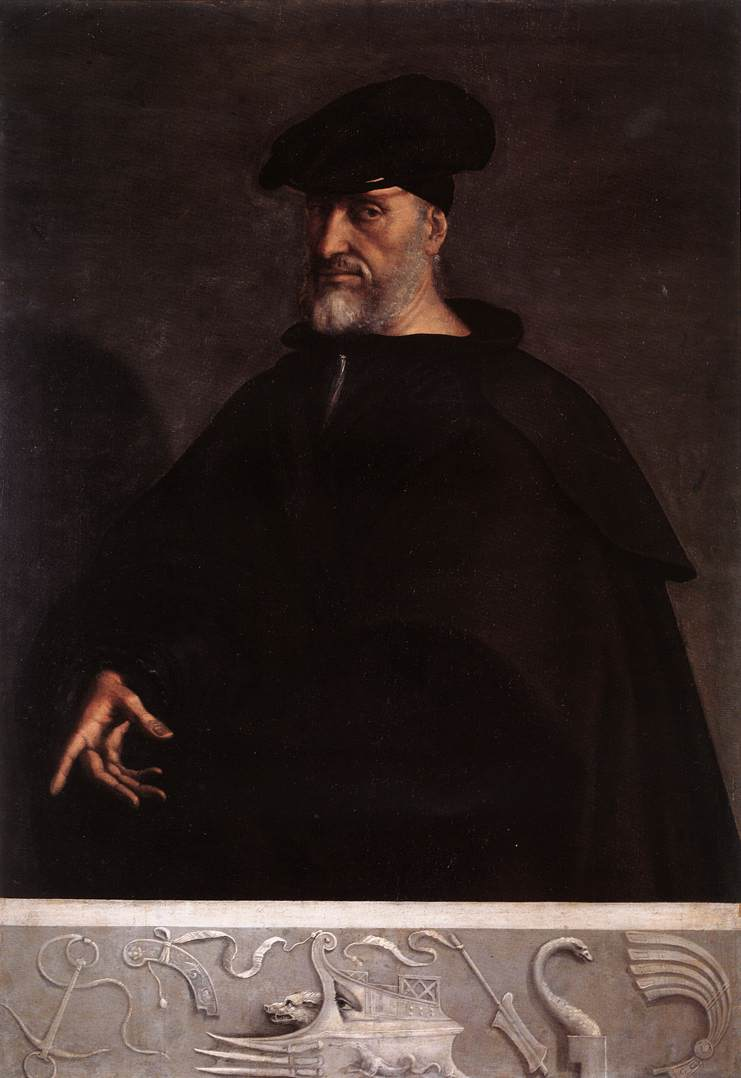
Портрет адмірала Андреа Доріа, котрий виступав за посилення генуезького флоту в XVI столітті.

Генуезький флот пережив період відродження за керівництва адмірала та державного діяча Андреа Доріа. Доріа народився в Генуї і в молодості служив найманцем у різних країн. Він повернувся зі служби капітаном у 1503 році, щоб протистояти вторгненню Франції, але зазнав невдачі і був змушений втекти з міста.
З 1503 по 1522 Доріа командував генуезькою ескадрою і воював проти Священної Римської імперії від імені Франції, перш ніж очолити генуезький флот та вигнати французів у 1528 році. Потім Доріа вступив на службу до імператора Іспанії та Священної Римської імперії Карла V і отримав посаду імперського адмірала. Дорія включив генуезький флот до складу Імперського флоту і продовжив захищати фортецю Короні від османів і захопити місто Патри. Велика перемога генуезького флоту над османами у битві при Гіролаті призвела до захоплення 11 галер і адмірала Тургут-реїса. Після відставки працював над відновленням незалежності республіки без втручання іноземних держав. Генуезька економіка почала переходити від торгівлі до банківської справи та виробництва, коли Португалія та Іспанія заснували свої заморські імперії, і Доріа виступав за те, щоб генуезький флот змінив свою точку зору на конкуренції з іншими християнськими націями на посилення співпраці з іншими європейцями проти мусульманського піратства. Був прихильником використання морської артилерії, тому оснастив багато суден флоту гарматами.
Період відродження завершився в середині XVI століття через ряд військових невдач. Імператорський флот зазнав поразки від османів у битві при Превезі в 1538 році, і генуезький флот постраждав від серії штормів під час Алжирської експедиції у 1541 року.
Генуезько-іспанський флот зазнав поразки при Понці у 1552 році, і також флот не зміг зупинити французькі війська від захоплення Корсики в 1553 році. Генуя направила контингент свого флоту до християнського союзу, який зазнав поразки від османів у битві на Джербі в 1560 році.
У 1571 році генуезький флот надав 29 галер (загалом 53 кораблі) до складу флоту Священної ліги під час ключової битви при Лепанто, під час якої генуезький адмірал Джованні Андреа Доріа командував правим флангом османського флоту. Вирішальна християнська перемога поклала край османському пануванню в Середземномор'ї.
У 1556 році в республіці було створено Magistrato delle galee (магістрат галер) для боротьби з дрібним піратством. У XV столітті змагання між Генуєю, Венецією, Іспанією та Португалією призвели до створення Каррака. У XVI столітті Генуя побудувала кілька карак і включила їх до військово-морського флоту.

Герб сучасного італійського флоту, Marina Militare, який включає генуезький прапор (видно вгорі праворуч)

### Подальший занепад і розформування
Занепад генуезького військово-морського флоту тривав протягом XVII і XVIII століть, можливо, починаючи з XVI століття. Зміни в економіці Генуї забезпечили те, що банкіри, а не купці, стали найсильнішою економічною силою в місті. Як наслідок, потреба в захисті торговельних шляхів зменшилася, що призвело до зменшення потреби у великому флоті. Крім того, розвиток більших, організованих флотів для розвитку спеціалізованих військових кораблів, які перевершили подвійну роль торговельних кораблів, які віддавали перевагу Генуї.
На початку Тридцятилітньої війни генуезький флот складався лише з 10 галер. Генуя уклала союз з Іспанією під час війни, що призвело до того, що Франція обложила місто в 1625 році. Іспанія розпочала експедицію, щоб звільнити Геную, відому як Рельєф Генуї. У 1684 році французький флот бомбардував місто, в результаті чого були спустошені частини Генуї та зруйновані верфі Республіки. У післявоєнний період республіка передала до складу ВМС ряд фрегатів і корветів, хоча фінансування сил було мінімальним.
У 1742 році останнє володіння генуезців у Середземному морі, острівна фортеця Табарка, була втрачена Тунісом.

### Наполеонівські війни
Після підйому спочатку Франції революції, а пізніше Франції Наполеона, політична ситуація в Генуезькій республіці ставала все більш неспроможною. Хоча Генуя була офіційно нейтральною під час Війн за незалежність Франції, близьке розташування Генуї до Франції дозволяло великій країні постійно тиснути на республіку. Під час битви під Генуею 1795 року французький флот за підтримки генуезців зазнав поразки від британського королівського флоту біля узбережжя міста. Це призвело до того, що Королівський флот встановив багаторічну блокаду Генуї, що суттєво вплинуло на економіку республіки.
У 1797 році республіка була розпущена, а саме місто Генуя було окуповано французькою армією. Землі, які раніше були під контролем міста Генуя, були відтворені в Лігурійську Республіку, французьку державу-клієнта. Однак генуезький флот залишився недоторканим. У 1798 році Лігурійський флот направив кілька своїх кораблів на допомогу Наполеону Бонапарту в Єгипті та Сирії ; це закінчилося катастрофою, коли французький флот був розпорошений або знищений у битві на Нілі.
У 1804 році новоспечений імператор Наполеон намагався привласнити залишки генуезького флоту та верфі Генуї для використання проти Великої Британії, тому місто погодилося розпочати будівництво 10 лінійних кораблів (один із яких, " Бриллант ", буде захоплено під час на стадії будівництва та введені до складу Королівського флоту) і 10 фрегатів для ВМС Франції. В обмін на цю послугу генуезьким офіцерам і матросам було дозволено обіймати посади на французьких кораблях. Крім того, всім кораблям Лігурійської республіки буде дозволено плавати під французьким прапором.
Після закінчення наполеонівських війн місто було передано Сардинському королівству. Генуезький флот був розформований 3 січня 1815 року, в день анексії міста.
Генуезький флот був поділений між державним флотом і приватним флотом. Громадський флот фінансувався безпосередньо міським урядом, а його кораблі будувалися за рахунок держави. Ці кораблі використовувалися у великих битвах і для захисту гавані Генуї. Приватний флот був набагато більшим, ніж державний, і складався з кораблів, що належали різним купецьким родинам, які домінували в генуезькій політиці. Обидва флоти перебували під командуванням канцелярії верховного адмірала, якого призначав правитель (або дож, рада або герцог залежно від епохи) Генуї.

## Обладнання

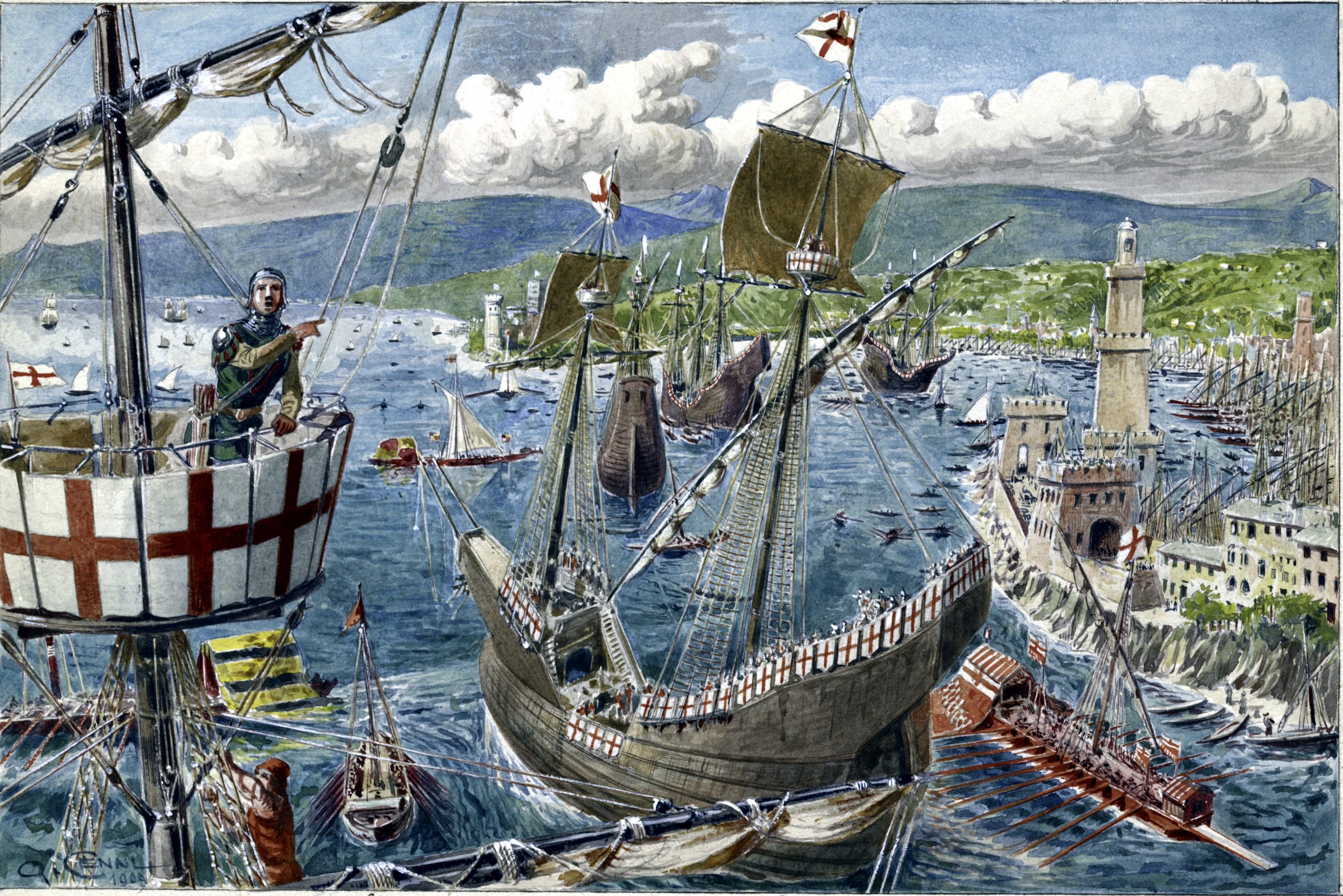
Порт і флот Генуї на початку 14 століття, художник Квінто Ченні

### Кораблі
Галера була основним кораблем, який використовувався флотом. Ці кораблі мали перевагу в плані маневреності порівняно з чисто вітрильними судами, а їхня конструкція дозволяла виготовляти їх порівняно швидко. Генуезькі галери були легшими та довшими (45 метрів у довжину на відміну від середземноморського стандарту 40–42 метрів), ніж сучасні венеціанські та османські галери, хоча ця швидкість була ціною довговічності та маневреності. Генуезькі галери також мали більші трюми, ніж галери інших морських держав; цей додатковий простір дозволяв генуезьким галерам перевозити більше провіанту, вантажу або солдатів. Як і їхні суперники Венеція та Арагон, генуезці спеціалізувалися на швидкому переобладнанні торговельних галер у військові кораблі під час війни.
Генуя виставила два типи галер; менші та швидші, які використовувалися для захисту торгівлі в мирний час, і важчі галери у стилі дромонів, побудовані для битв і служби в гарнізоні. Легких галер (багато з яких класифікували як галіоти) було більше, тоді як важкі галери зазвичай виходили в море (або будували, якщо флот був маломірним) під час війни. Флот також широко використовував бригантини та фелуки, невеликі вітрильні кораблі, які діяли як розвідники та рейдери, коли республіканські галери не могли ефективно діяти. На додаток до галер і легких вітрильних кораблів, Генуя переобладнала торговельні кораблі для бойових ролей під час війни. У міру розвитку військово-морських технологій флот почав включати галеони та бойові кораблі до складу флоту, хоча ніколи в такому масштабі, як галери.

### Моряки
Генуезькі моряки набиралися з міського населення або з колоній. Багато служили в армії лише неповний робочий день, натомість були професійними торговими моряками, рибалками чи найманцями. Республіка також укомплектувала багато своїх галер злочинцями, військовополоненими та рабами. Умови для моряків (як вільних, так і поневолених) були складними, хвороба була постійною проблемою. Флот заохочував капітанів залишати свій екіпаж живим, накладаючи великі штрафи на тих, хто втратив занадто багато людей. Республіка наказала, щоб на кожній службовій галері був перукар, який також виконував функції хірурга, щоб підтримувати гігієну на борту корабля.
Прагнучи забезпечити своїх моряків міцним одягом, який можна було носити як вологим, так і сухим, флот почав одягати моряків у джинси генуезького виробництва в XVI столітті, і таким чином став однією з рушійних сил прийняття одягу. Генуезькі матроси і морська піхота були озброєні абордажними шаблями і щитами або арбалетами і мушкетами. У XVI столітті генуезька морська піхота була захищена залізними або сталевими кірасами та носила моріони.
Генуезький уряд утримував спеціальні споруди на набережній міста (загально відомі як Генуезький арсенал), де будували, причалювали та обслуговували республіканські галери.

## Спадщина
Прапори великих італійських військово-морських держав включені до прапора сучасного італійського флоту. Серед представлених міст — Генуя, Венеція, Піза та Амальфі.
Берегові споруди генуезького флоту залишили значний слід на набережній сучасної Генуї. Великі потужності Генуезького арсеналу було перетворено з військового на цивільне після об'єднання Італії, що призвело до того, що порт став рушійним фактором економічного відродження Генуї. Ці споруди були сильно пошкоджені британським нападом під час Другої світової війни, після чого територія була відремонтована; генуезька суднобудівна промисловість була перенесена зі старої гавані міста, тоді як територія колишнього арсеналу була перетворена на причали для доків кораблів і термінал круїзних суден Генуї. Найстаріша частина арсеналу стала основою для Галати — Museo del mare, музею, присвяченого військово-морській історії Генуї.